# Theretra lombokensis
Theretra lombokensis là một loài bướm đêm thuộc họ Sphingidae. Nó được tìm thấy ở Lombok in Indonesia.